# Hydroskopie
Hydroskopie (altgriechisch ὕδωρ hýdōr „Wasser“ und σκοπεῖν skopeĩn „schauen“) bezeichnet zum einen die Fähigkeiten eines Wünschelrutengehers, zum anderen die wahrsagerische Wasserbeschauung.
Als Hydroskop wird allgemein ein Gerät bezeichnet, das Beobachtungen im bzw. unter Wasser ermöglicht.
Aufgrund der Klangähnlichkeit wird der Ausdruck Hydroskopie oftmals fälschlicherweise für Hygroskopie verwendet.